# Тековские говоры
Те́ковские го́воры (также тековский диалект; словац. tekovské nárečia) — говоры среднесловацкого диалекта, распространённые в северо-западных районах Банскобистрицкого края и в северо-восточных районах Нитранского края Словакии (в юго-западной части среднесловацкого диалектного ареала). Входят вместе со зволенскими, гонтянскими, новоградскими и гемерскими в число южных среднесловацких говоров согласно классификации, опубликованной в «Атласе словацкого языка» (Atlas slovenského jazyka). В тековских говорах выделяются тековско-гронские, среднежитавские и верхнежитавские ареалы. В классификации Р. Крайчовича тековские говоры включены в состав северо-западного среднесловацкого диалектного региона. В северо-западный регион среднесловацкого диалектного макроареала тековские говоры отнесены и в классификации, представленной на диалектологической карте И. Рипки (I. Ripka).
Происхождение названия тековских говоров связано с наименованием исторического Тековского комитата Венгерского королевства, в пределах которого произошло формирование данных говоров.
Для тековских говоров характерен ряд диалектных явлений, связывающий их с соседним западнословацким диалектом: как со всем западнословацким ареалом, так и с его средненитранскими говорами. Кроме того, в тековских говорах распространены языковые черты, сходные с чертами соседних среднесловацких зволенских говоров, а также специфические местные тековские языковые явления.

## Ареал и название
Ареал тековских говоров размещён в центральной части Словакии. По современному административно-территориальному делению Словакии ареал тековских говоров расположен в северо-западных районах Банскобистрицкого края и в северо-восточных районах Нитранского края (самые крупные населённые пункты данного региона — Злате-Моравце, Кремница, Нова Баня, Врабле).

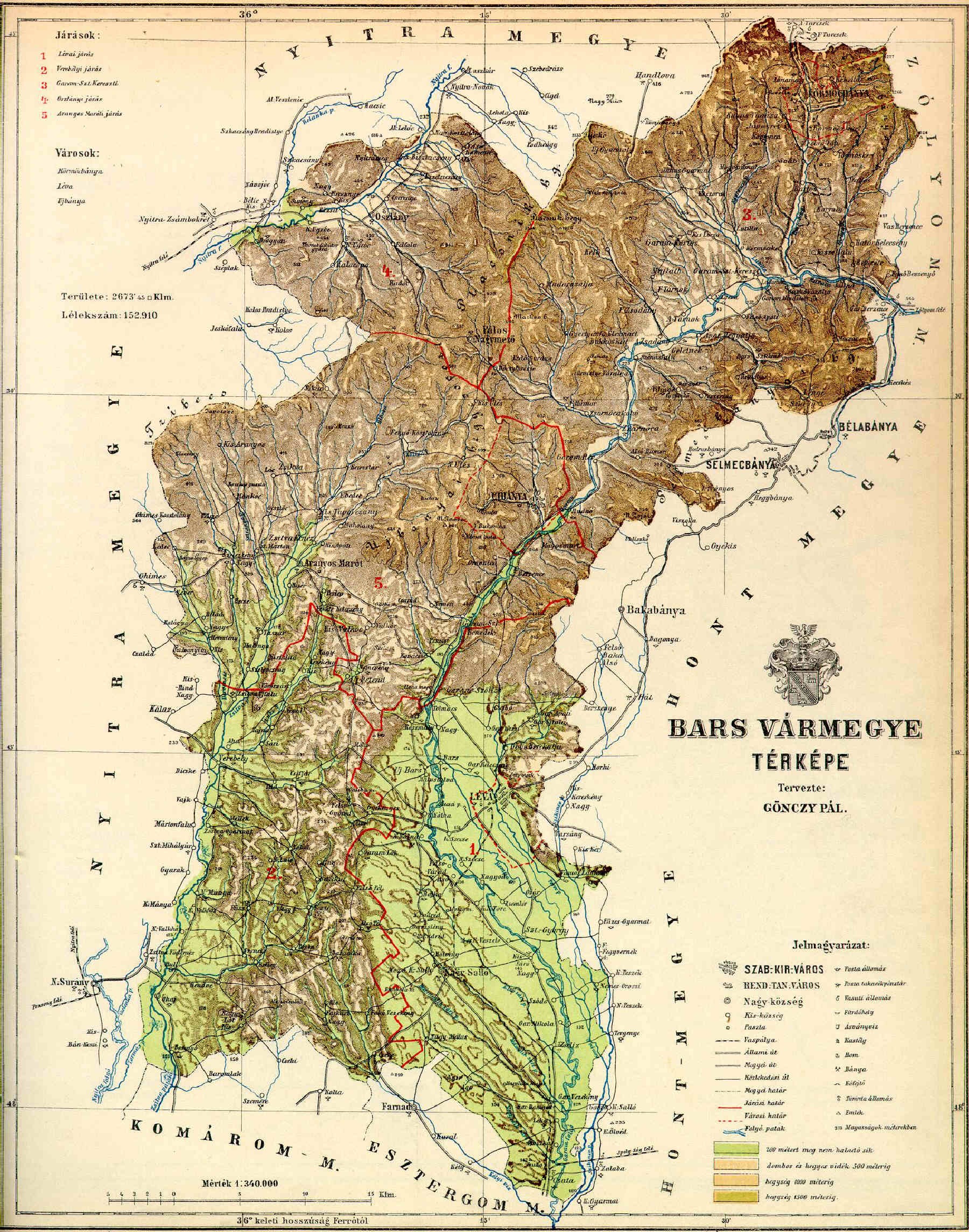
Карта Тековского комитата

С востока к ареалу тековских говоров примыкает ареал южных говоров среднесловацкого диалекта: с северо-востока — область распространения зволенских говоров, с востока — область распространения гонтянских говоров. С юго-востока с тековскими говорами граничит ареал разнородных словацких говоров, частью распространённых чересполосно с говорами венгерского языка. С юго-запада тековский ареал соседствует с западнословацким средненитранским ареалом. С северо-запада к ареалу тековских говоров примыкает область распространения северных среднесловацких верхненитранских говоров, с севера — область распространения северных среднесловацких турчанских говоров.
Название тековским говорам (как и многим другим группам словацких говоров) дано по наименованию одного из исторических комитатов Венгерского королевства, в границах которого произошло формирование данных говоров. Очертания ареала тековских говоров во многом близки очертанию территории Тековского комитата.

## Диалектные особенности
Диалектные черты, связывающие тековские говоры с западнословацким диалектным ареалом:
1. Отсутствие в системе вокализма тековских говоров фонемы ä, на её месте отмечаются либо гласная e (meso, peť), либо гласная a (maso, pať).
2. Отсутствие в системе консонантизма фонемы ľ. Распространение только мягких ť, ď и ň отмечается также в средненитранских говорах
3. Распространение, как и в средненитранских говорах, удвоенных согласных различного происхождения: jedna > jenna, spadla > spalla, kaša > kašša.
4. Отсутствие омонимии форм именительного и винительного падежей существительных среднего рода на -i̯e: znameňi̯e — znameňi̯a.
5. Возможность склонения по мягкой разновидности существительных с основой на -s и -z: формы именительного падежа множественного числа — nose, koze.
6. Распространение окончания -o у существительных среднего рода с функционально мягким согласным на конце основы в форме именительного и винительного падежей единственного числа: sṛcco / sṛco, ohňišťo.
7. Флексия -e у прилагательных среднего рода в форме именительного и винительного падежей единственного числа: dobré ďi̯eťa.
8. Гласная -é во флексиях прилагательных с функционально твёрдым согласным в конце основы в формах косвенных падежей: dobrého, dobrému.
9. Наличие форм отрицания типа ňeňi som. Частица ňeňi при отрицании широко используется также в средненитранских говорах.
10. Распространение, как и в средненитранских говорах, причастий на -l, образованных от глаголов с основообразующим суффиксом инфинитива -i- с заменой его на -e-: piť — peu̯, pela / pila; robiť — robeu̯, robela / robila.

Диалектные черты, представленные в тековских и зволенских говорах:
1. Палатализация согласных, имеющих мягкую пару, перед гласными i и e любого происхождения: ťížďeň, ťen.
2. Распространение форм личных местоимений 3-го лица с протетическим согласным v: von, vona, voňi.

Собственно местные тековские диалектные черты:
1. Возможность продления слогового компонента дифтонгов с неслоговым компонентом i̯: hovori̯á, oťi̯éc, treťi̯ú.
2. Случаи отсутствия в системе вокализма тековских говоров дифтонга u̯o: ňu̯ož, ku̯ora — pójďem, mójho.
3. Реализация ритмического закона только при условии, если во втором слоге выступает простая долгая гласная: spi̯eva, múdri, ďesi̯áta — slúži̯á.
4. В части тековских говоров представлено явление, характерное для более восточных среднесловацких говоров — изменение -m в -n в абсолютном конце слова: iďen so sinon.